# Маттіас Траттніг
Маттіас Траттніг (нім. Matthias Trattnig; 22 квітня 1979, м. Грац, Австрія) — австрійський хокеїст, захисник. 
Вихованець хокейної школи ХК «Грац». Виступав за ХК «Грац», Університет Мена (NCAA), «Юргорден» (Стокгольм), «Кассель Гаскіс», «Сірак'юс Кранч» (АХЛ), «Ред Булл» (Зальцбург).
У складі національної збірної Австрії учасник зимових Олімпійських ігор 2002 (4 матчі, 1+1) і  2014 (4, 0+1), учасник чемпіонатів світу 1999, 2000, 2001, 2002, 2003, 2004, 2005, 2006 (дивізіон I), 2007, 2008 (дивізіон I), 2009, 2010 (дивізіон I), 2011 і 2012 (дивізіон I). 
Досягнення
- Чемпіон Австрії (2007, 2008, 2010, 2011, 2015, 2016), срібний призер (2009)
- Володар Європейського трофея (2012)
- Володар Континентального кубка (2010), срібний призер (2011).